# 神樂笛

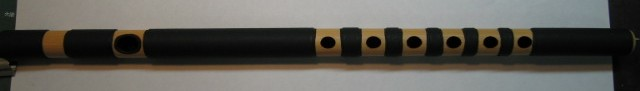
神樂笛

神樂笛是日本雅樂中使用的一种横吹管樂器，常用於国風歌舞和一部分近代作成的神樂中。
神樂笛为竹制，六孔，长45厘米，内径1.8厘米。类似西洋樂器长笛，音高比龍笛低一音，音域为D5～C7。